# Lagoa da Cocha

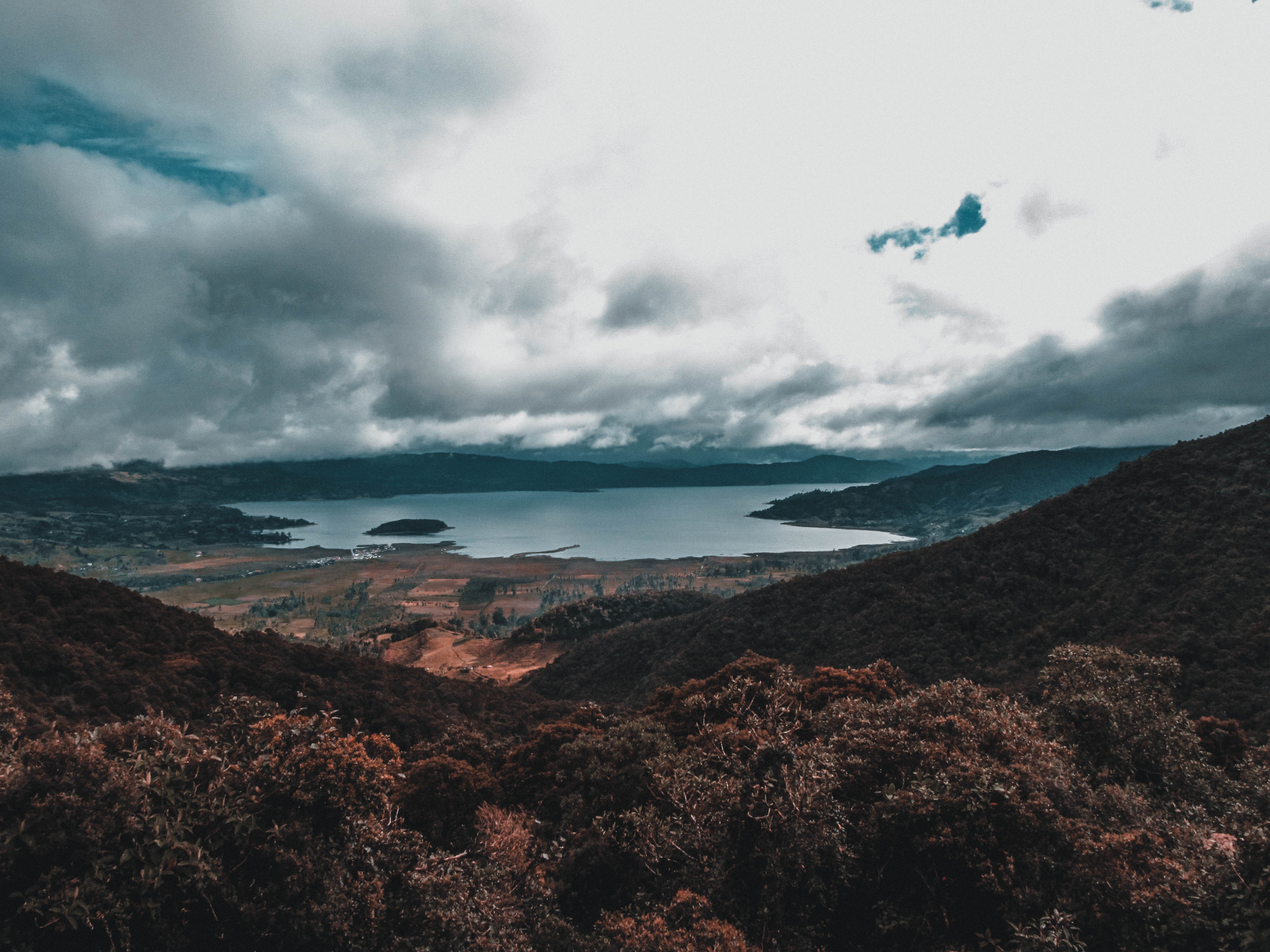
Foto tirada da Lagoa da Cocha

A lagoa da Cocha (quechua: qutra, "lagoa" ), em espanhol Laguna de la Cocha também chamada lago Guamez, consiste num grande açude natural de origem glacial situado no "corregimiento" El Encano do município de Pasto, departamento de Nariño, na Colômbia. Está localizada a uns 20 km da zona urbana de Pasto, a 2800 m de altitude, rodeada de montanhas e na vertente oriental do Nodo dos Pastos. De forma alongada, mede 20 km de longo por 5 km de largo atingindo uma profundidade máxima de 75 m, sendo a segunda maior lagoa da Colômbia depois do Lago de Tota (Boyacá).
Em suas ribeiras vivem populações de pescadores e agricultores, descendentes de antigas culturas indígenas. No ano 2000 e mediante o decreto 698 de 18 de abril, a Colômbia inscreveu a lagoa da Cocha como zona húmida de importância internacional no contexto do Convenção de Ramsar, sendo o primeiro com esta qualificação na zona andina.